# Luke Thallon
Luke Thallon, född 14 april 1996 i West Byfleet i Surrey, är en brittisk skådespelare.
Thallon är av polsk, tysk och irländsk härkomst. Han hade tidigare planer på att bli tandläkare. Han kommer att spela rollen som professor Quirinus Quirrell i den kommande TV-serien om Harry Potter, som har premiär på streamingtjänsten HBO Max under år 2027.

## Skådespelarkrediter (i urval)

### Film
- 2018 – The Favourite

### TV
- 2027 – Harry Potter (TV-serie)[4][5]

### Teater
- 2025 – Hamlet[6]